# Житомирський завод хімічного волокна
Житомирський завод хімічного волокна  - припинило виробничу діяльність підприємство в місті Житомир.

## Історія

### 1975 - 1991
Будівництво заводу почалося відповідно до восьмим п'ятирічним планом розвитку народного господарства СРСР  і проходило в період з 1970 до 1975 року, в 1975 році завод був введений в експлуатацію як підприємство союзного значення Міністерства хімічної промисловості СРСР  . Для робочих льонокомбінату, заводу верстатів-автоматів і заводу хімволокна був побудований спальний мікрорайон  .
Завод спеціалізувався на виробництві поліамідних кордних тканин, поліамідних ниток і штапельних волокон  .
За радянських часів завод входив до числа провідних підприємств міста    , на балансі підприємства перебували кілька гуртожитків  та інші об'єкти соціальної інфраструктури.

### Після 1991
Після проголошення незалежності України завод став одним з найбільших підприємств з виробництва хімічних волокон на території України .
1 вересня 1993 року перебувало на балансі заводу ПТУ № 8 передали в комунальну власність міста  .
Надалі, державне підприємство було перетворено у відкрите акціонерне товариство.
25 квітня 1995 року Житомирським заводом хімічного волокна і німецькою фірмою "International PolySacks" в виділеному зі складу заводу виробничому цеху було створено ТОВ " Спільне українсько-німецьке підприємство " Житомир-Полісакс "по виробництву поліпропіленових мішків і поліпропіленового шпагату  .
15 травня 1995 року Кабінет міністрів України ухвалив рішення про приватизацію заводу , яка була здійснена відповідно до індивідуального плану приватизації підприємства .
У серпні 1997 року завод був включений в перелік підприємств, що мають стратегічне значення для економіки і безпеки України .
У 1998 році почалася процедура банкрутства підприємства  .
30 серпня 1999 року контрольний пакет акцій заводу (25% + 1 акція) був закріплений у державній власності .
У 2001 році завод зупинив виробничу діяльність  (при цьому, частина заробітної плати залишилася не виплачена)  . У 2002 році один з цехів заводу і два верстати були виділені зі складу підприємства (на цій основі було створено приватне підприємство "Ткач" по випуску поліпропіленової нитки різних текстур, канатів і тросів) , ще одне приміщення орендувала приватна фірма "Євроголд Індастріз Лтд ", що почала випуск драбин і прасувальних дощок  (за станом на 2007 рік, фірма була єдиним виробником прасувальних дощок на території України) .
Після того, як рішення господарського суду Житомирської області про банкрутство підприємства від 30 серпня 2006 було опротестовано, 17 жовтня 2006 року Вищий господарський суд України повторно виніс рішення про визнання заводу банкрутом  .
2 квітня 2008 року згоріла заводська трансформаторна підстанція , яка використовувалася для електропостачання очисних споруд міста .
3 грудня 2008 року Кабінет міністрів України офіційно дозволив продаж що залишилися в державній власності акцій заводу за номінальною вартістю  . У січні 2009 року в зв'язку з наявністю заборгованості завод був відключений від електропостачання .
У 2013 році завод був у віданні Фонду державного майна України, який пропонував в оренду і на продаж території і приміщення заводу. Частина приміщень була здана в оренду (на цих площах працювали ТОВ СП "Житомир-Полісакс" і ПП «Ткач»  ), частина заводської електромережі використовувалася для передачі електроенергії, виробничі корпуси були частково зруйновані, а обладнання - демонтовано  . Надалі, розпродаж майна, що залишилося заводу тривала .
10 квітня 2015 року згоріло приміщення складу, яке було здано в оренду .

## Додаткова інформація
- на заводі хімволокна виходила багатотиражна газета "Трудове слово".